# Footwork FA14
El Footwork FA14 fue un coche de Fórmula 1 con el que compitió el equipo Footwork durante parte de la temporada 1993 de Fórmula 1. Reemplazó al FA13B, una versión revisada del chasis FA13 del año anterior que se había utilizado en las dos primeras carreras de esa temporada. Fue conducido por el veterano Derek Warwick, que regresaba de un año sabático de dos años, y Aguri Suzuki, retenido desde 1992.

## Historia
En su primera carrera, el GP de Europa en Donington Park, ninguno de los pilotos terminó. El rendimiento del FA14 resultó ser irregular; Suzuki logró una racha de siete abandonos consecutivos hacia el final de la temporada, mientras que Warwick frecuentemente terminaba fuera de los diez primeros. Sin embargo, a lo largo de la temporada, el rendimiento del coche mejoró constantemente, con Warwick terminando sexto en su carrera de casa en Silverstone y luego cuarto en Hungaroring para sus últimos puntos en la F1. La mejora de Suzuki a lo largo de la temporada fue aún más marcada; Después de clasificarse en la última fila en Donington, se clasificó sexto en Spa por delante de Warwick y estuvo quinto hasta que se le salió la caja de cambios, y terminó séptimo en la última carrera en Adelaida, aunque él y Warwick chocaron en la primera curva en Monza.
1993 resultó ser la última temporada completa de ambos pilotos en la F1. Warwick se retiró al final de la temporada, mientras que Suzuki condujo brevemente para Jordan y Ligier en las temporadas siguientes. Para la temporada 1994 fueron sustituidos por Christian Fittipaldi y Gianni Morbidelli.

## Resultados
(Clave) (negrita indica pole position) (cursiva indica vuelta rápida)

| Año     | Motor           | Neu. | N.º | Pilotos       | 1   | 2   | 3   | 4   | 5   | 6   | 7   | 8   | 9   | 10  | 11  | 12  | 13  | 14  | 15  | 16  | Puntos | Pos. |
| ------- | --------------- | ---- | --- | ------------- | --- | --- | --- | --- | --- | --- | --- | --- | --- | --- | --- | --- | --- | --- | --- | --- | ------ | ---- |
| 1993    | Mugen-Honda V10 | G    |     |               | RSA | BRA | EUR | SMR | ESP | MON | CAN | FRA | GBR | GER | HUN | BEL | ITA | POR | JPN | AUS | 4      | 9.º  |
| 1993    | Mugen-Honda V10 | G    | 9   | Derek Warwick |     |     | Ret | Ret | 13  | Ret | 16  | 13  | 6   | 17  | 4   | Ret | Ret | 15  | 14  | 10  | 4      | 9.º  |
| 1993    | Mugen-Honda V10 | G    | 10  | Aguri Suzuki  |     |     | Ret | 9   | 10  | Ret | 13  | 12  | Ret | Ret | Ret | Ret | Ret | Ret | Ret | 7   | 4      | 9.º  |
| Fuente: |                 |      |     |               |     |     |     |     |     |     |     |     |     |     |     |     |     |     |     |     |        |      |